# Nicanor Rusu
Nicanor Rusu (* 22. Juli 1910 in Chetrosu; † 26. September 1990 in Chișinău) war ein russisch-rumänisch-moldawischer Romanist und Italianist.

## Leben und Werk
Rusu studierte Italianistik an der Universität Alexandru Ioan Cuza Iași, schloss 1937 ab und wurde Assistent von Iorgu Iordan. Er kam in den Genuss eines Stipendiums an der 1922 gegründeten Scuola Romena di Roma und promovierte dort 1941 mit der Arbeit Limba operei lui Giovanni Verga. Nach Rumänien zurückgekehrt, geriet er in die Verstrickungen der sowjetischen Besatzung, verbrachte die Zeit von November 1944 bis 1948 in sowjetischen Lagern und war anschließend Lehrer in Moldawien. 1955 ging er nach Chișinău und bekleidete bescheidene Ämter in pädagogischen Instituten. Erst 1962 wurde seine Promotion anerkannt, und er konnte von 1965 bis 1980 als Professor an der Universität Chișinău Italianistik lehren.